# Hydractinia marsupialia
Hydractinia marsupialia is een hydroïdpoliep uit de familie Hydractiniidae. De poliep komt uit het geslacht Hydractinia. Hydractinia marsupialia werd in 1975 voor het eerst wetenschappelijk beschreven door Millard. 